# Pijnackeria hispanica
Pijnackeria hispanica, ook wel Spaanse wandelstok genoemd, is een insect uit de orde wandelende takken (Phasmatodea). De wetenschappelijke naam van deze soort is voor het eerst geldig gepubliceerd in 1878 door Bolívar.